# HD 69994
HD 69994，又名BD+21 1817，SAO 80112、HR 3264，是一颗恒星，视星等为5.83，位于銀經202.85，銀緯28.45，其B1900.0坐标为赤經8h 14m 31s，赤緯+21° 28.45′ 48″。